# Радіус Сонця
| Значення {\displaystyle 1\,R_{\odot }} | Одиниці виміру |
| -------------------------------------- | -------------- |
| 6,955× 108                             | метрів         |
| 6,955× 105                             | кілометрів     |
| 0,0046491                              | а. о.          |
| 432 450                                | миль           |
| 2,254× 10-8                            | парсеки        |

Радіус Сонця (сонячний радіус) — одиниця відстані, яка застосовується в астрономії для оцінки розміру зір. Дорівнює радіусу Сонця —
приблизно 695 500 кілометрів (або 432 450 миль). Сонячний радіус у 110 разів більший за радіус Землі та в 10 разів більший за середній радіус Юпітера. 
{\displaystyle R_{\bigodot }=6.960\times 10^{8}{\hbox{ m}}=0.004652{\hbox{ AU}}}